# Эллехаммер, Якоб
Якоб Кристиан Хансен Эллехаммер (14 июня 1871 — 20 мая 1946) — датский часовых дел мастер и изобретатель, родившийся в Баккебёлле. В основном он известен своими летательными аппаратами с вертикальным взлётом и посадкой.

## Биография
Выучившись на часовых дел мастера, он переехал в Копенгаген, где работал в качестве электротехника прежде, чем в 1898 году создал свою собственную компанию. Поначалу Зеллехаммер специализировался на выпуске сигаретных машин и прочего оборудования. В 1904 году он создал свой первый моноплан, а в следующем году — «полубиплан», который 12 сентября 1906 года поднял в небо.
Последующие изобретения Эллехаммера включали такие успешные проекты, как триплан и экспериментальный вертолёт. Его модель вертолёта представляла собой машину соосного типа, которая была испытана в 1914 году. Существуют свидетельства того, что вертолёт Эллехаммера был способен не только вертикально взлетать и приземляться, но и совершать горизонтальный полёт. Впоследствии Эллехаммер начал работу над машиной диск-роторного типа. Эллехаммер известен также как разработчик фильмпроектора и электромобила. Всего ему по некоторым данным принадлежит от 300 до 400 патентов на изобретения.